# Solanum violaceum
Solanum violaceum là loài thực vật có hoa trong họ Cà. Loài này được Ortega miêu tả khoa học đầu tiên năm 1798.